# Deodoro da Fonseca

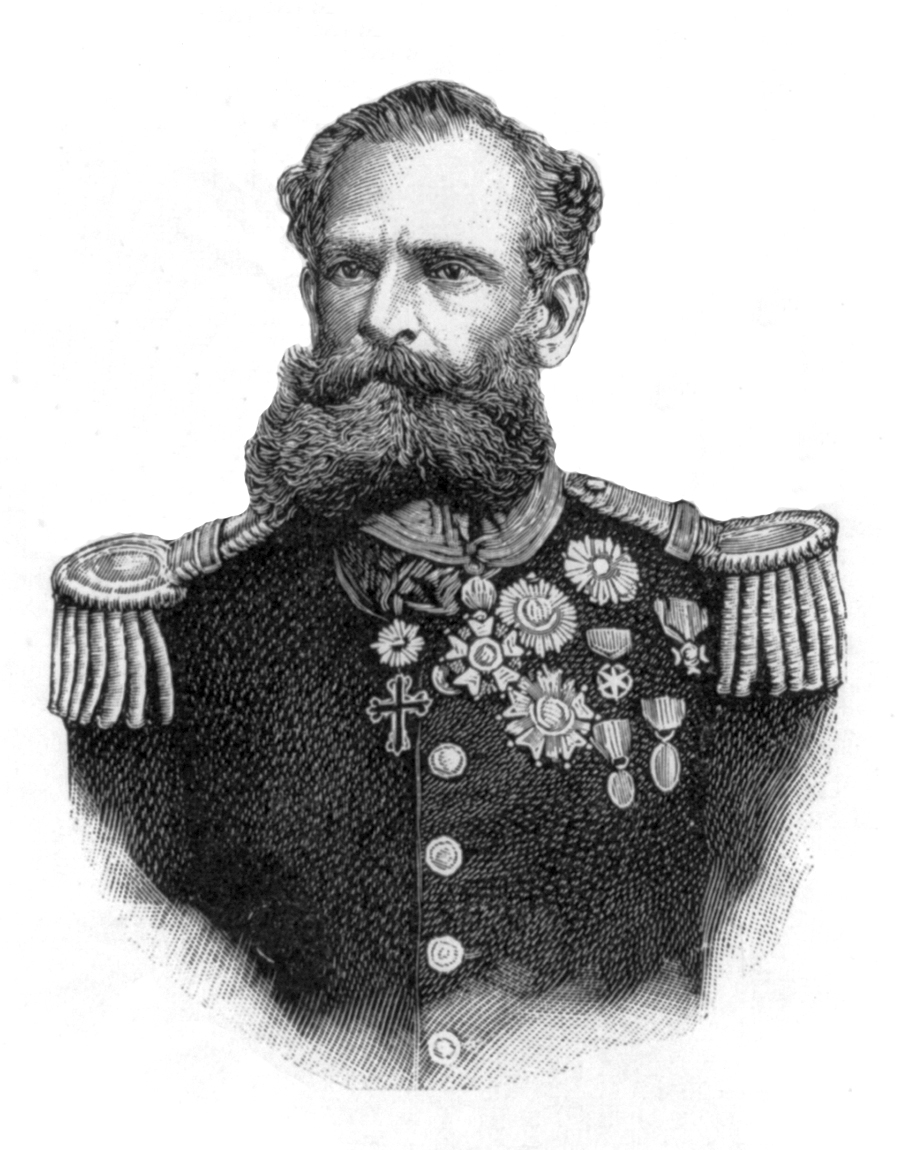
Gravură reprezentându-l pe Deodoro da Fonseca

Manoel Deodoro da Fonseca a fost un mareșal și un om politic brazilian, primul președinte al acestei țări (1889 - 1891). S-a născut la Vila Madalena (astăzi, Marechal Deodoro) pe 5 august 1827 și a decedat pe 23 august 1892 la Rio de Janeiro.

## Biografie
Datorită eroismului, vitejiei și comportamentului ireproșabil în bătălii a crescut în grad în mod rapid în cariera militară. A participat în represaliile Revoluției Praieira din provincia Pernambuco, la asediul orașului Montevideo (Uruguay și la multe lupte în Războiul Triplei Alianțe. A fost președintele statului Rio Grande do Sul. A demisionat la 23 noiembrie 1891 din funcția de președinte al Braziliei, succesorul sau fiind Floriano Peixoto.
1. 1 2  Manuel Deodoro da Fonseca, Roglo
2. 1 2  Deodoro da Fonseca, SNAC, accesat în 9 octombrie 2017
3. 1 2  Manuel Deodoro da Fonseca, Opća i nacionalna enciklopedija
4. 1 2  Manuel Deodoro Fonseca, Brockhaus Enzyklopädie, accesat în 9 octombrie 2017
5. 1 2  Manuel Deodoro da Fonseca, Encyclopædia Britannica Online, accesat în 9 octombrie 2017